# スベリー杉田
スベリィ・マーキュリー（1981年11月5日 - ）は日本のお笑いタレント。本名は杉田 宗広（すぎた むねひろ）。
吉本興業所属。神奈川県南足柄市出身。「特命かながわ発信隊」のメンバーであり、神奈川県大井町の「笑顔特派員」に任命されている。

## 略歴
神奈川県南足柄市で生まれ育つ。神奈川県立小田原高等学校で青春時代を過ごし、2年生時の文化祭でコメディ劇の主役を演じたことをキッカケに、お笑い芸人になることを決める。早稲田大学社会科学部進学後の2001年4月、吉本興業のお笑い養成所であるNSC東京校に7期生として入所。翌2002年4月に「ビンゴ！」のボケ担当としてデビュー。その後「モダンボーイモダンガール」「こんにちは計画」とコンビを変え、2018年6月からピン芸人スベリー杉田として活動。
なお、2013年11月24日に岩手県宮古市田老地区で行われた『鮭・あわびまつり』で、フレディ・マーキュリーをリスペクトしたスベリー・マーキュリーという別名が命名された。
2016年7月28日、神奈川県大井町の「笑顔特派員」に任命され、地域のイベントに出演したりSNSを活用して広報活動を行っている。2018年に映画『ボヘミアン・ラプソディ』が公開されると、配給会社の公式プロモーションへの出演依頼を受けるなど、注目を集めた。2019年には「箱根関所設置400年記念事業応援隊員」に任命された。2022年5月28日、プロデュースしたイベント『みんなでつくるスベリーフェスティバル』を大井町で開催した。
2024年 1月1日より芸名をスベリー・杉田（別名スベリー・マーキュリー）から、スベリィ・マーキュリーに改名することをInstagram及びX（旧Twitter）にて発表。改名は年度内を目処に行っていくとしている。

## 人物
大学受験勉強中にパワーをもらったモーニング娘。をキッカケに、ハロー!プロジェクトを中心としたアイドルにはまる。デビュー後はアイドルイベントのMCを多数務めており、女性アイドルやファンからの認知度は高い。

## 出演

### テレビ番組
- @JAM TV powered by LIVE DAM STADIUM（2019年7月21日 - 2020年6月29日、日テレプラス） - 公式キャラクター「あっとじゃむ君」として
- ひゃくちゃんねるテレビ（2020年4月5日 - 12月27日、tvk）[12]
- 猫のひたいほどワイド（2020年6月25日 - 、tvk） - 「スベリー・マーキュリーのケンセー・マーキュリー」コーナー担当[13][14]
- ジモト応援！神奈川つながるNews 〜湘南・小田原〜（2020年12月1日 - 、J:COM 湘南・神奈川） - MC（月曜日・火曜日）[15]
- Cheeky's a GoGo!【関東・甲信】〜行く・見る・味わう・楽しいニッポン〜（BSよしもと、2022年3月 - 2023年6月）※木曜日
- キクテレミルラジ265（BSよしもと、2023年7月 - ）※不定期レギュラー出演

### WEB
- @JAM応援宣言!「@JAM THE WORLD」（2014年11月3日 - 2020年3月30日、SHOWROOM / 2020年4月6日 - 、MixChannel） - 公式キャラクター「あっとじゃむ君」として[16]

### 主なイベント
- @JAM EXPO（横浜アリーナ） - ステージMC
  - 2015（2015年8月29日）
  - 2016[注 1]（2016年9月24日・25日、幕張メッセ国際展示場9 - 11ホール）
  - 2017（2017年8月26日・27日）
  - 2018（2018年8月25日・26日）
  - 2019（2019年8月24日・25日）
  - 2020[注 2]（2020年8月29日・30日、Zepp Tokyo）
  - 2020-2021（2021年8月27日 - 29日）
  - 2022（2022年8月26日 - 28日）
- TOKYO IDOL FESTIVAL（フジテレビ湾岸スタジオ） - ステージMC
  - TIF2016（2016年8月5日）
  - TIF2017（2017年8月4日）
  - TIF2018（2018年8月3日）
  - TIF2019（2019年8月2日）
  - TIF2022（2022年8月5日）
- TOKYO IDOL PROJECT × @JAM ニューイヤープレミアムパーティー（フジテレビ本社屋） - ステージMC
  - NPP2017（2017年1月2日・3日）
  - NPP2018（2018年1月2日・3日）
  - NPP2019（2019年1月2日・3日）
  - NPP2020（2020年1月2日・3日）
  - NPP2021（2021年1月2日・3日）
  - NPP2022（2022年1月2日・3日）
- 『ボヘミアン・ラプソディ』ジャパンプレミア（2018年11月7日、TOHOシネマズ六本木ヒルズ） - カーペットゲスト[17]
- 『ボヘミアン・ラプソディ』"ライヴ・エイド完全版"フェス in JAPAN（2019年4月17日、伊勢丹新宿店）[18]
- みんなでつくるスベリーフェスティバル（2022年5月28日、おおい中央公園）[8]

※その他、吉本興業主催ライブや@JAMシリーズなどのアイドルイベントに出演。